# 탐색이론
탐색이론(Search theory)은 경제학에서 바라보는 노동시장의 문제중 구인자와 구직자가 서로 많음에도 직접 접촉하지 않고 탐색하는 과정에서 양측의 수요가 서로 충족되지 않는 현상을 설명하는 이론이다. 특히 노동시장에서 일자리가 많음에도 불구하고 실업률이 낮아지지 않는 상황을 설명하는데 쓰이고 있다. 2010년 노벨상 위원회는 탐색마찰의 이론을 발전시킨 공로로 피터 다이아몬드 MIT대 교수, 데일 모텐슨 노스웨스턴대 교수 와 크리스토퍼 피서라이즈 런던정경대학교수 3인에게 노벨 경제학 상을 수상하기로 하였다.

## 같이 보기
- 마찰적 실업
- 정보경제학
- 구직
- 노동경제학
- 탐색비용